# مريم الرومي
مريم محمد خلفان الرومي (ولدت 2 فبراير 1957). سياسية إمارتية ووزيرة سابقة. شغلت منصب وزيرة الشؤون الاجتماعية لمدة 8 سنوات في خمس حكومات شكلها الشيخ محمد بن راشد منذ عام 2006 (التشكيل السابع للحكومة) وحتى عام 2014 (التشكيل الحادي عشر).  وتعد ثاني امرأة تعين بمنصب وزاري بدولة الإمارات بعد الشيخة لبنى بنت خالد القاسمي

## التعليم
حصلت على بكالوريوس في الأدب الإنجليزي عام 1980 م من جامعة الإمارات وعلى شهادة الدكتوراه الفخرية في المسؤولية الإجتماعية والتنمية من جامعة ميدلسكس.

## مسيرتها المهنية
تقلدت عدة مناصب تعليمية وتربوية واجتماعية، وفي مجالات التسويق والإدارة العامة، حيث عملت وكيلة وزارة العمل والشؤون الإجتماعية منذ فبراير 1999 حتى تنصيبها وزيرة للشؤون الإجتماعية، ورئيسة مؤسسة صندوق الزواج (2006-2008). كما شغلت خلال مسيرتها المهنية عضوية مجالس إدارة العديد من المؤسسات المحلية والدولية، فكانت عضو المجلس الوزاري للخدمات بمجلس الوزراء منذ العام 2006، وعضو اللجنة الوزارية للتشريعات بمجلس الوزراء منذ العام 2007، وعضو في المنتدى العربي الدولي للمرأة في لندن.